# Zhongli Quan
Zhongli Quan (chiń. 鐘離權 lub 鐘离權; pinyin Zhōnglí Quán) – w mitologii chińskiej jeden z Ośmiu Nieśmiertelnych. Przedstawiany jako stary mężczyzna z brodą i dużym brzuchem, trzymający wachlarz z frędzlami z końskiego włosia, lub miotełkę do kurzu. Według legendy żył w czasie panowania dynastii Han i był wielkim alchemikiem.